# Hylaeus rotensis
Hylaeus rotensis là một loài Hymenoptera trong họ Colletidae. Loài này được Yasumatsu mô tả khoa học năm 1939.